# Saxophones
«Saxophones» es una canción compuesta e interpretada por el cantautor estadounidense Jimmy Buffett. Fue publicado en febrero de 1974 como el sencillo principal de su cuarto álbum de estudio, Living and Dying in ¾ Time.

## Recepción de la crítica
Un escritor no especificado de la revista Cash Box describió el sencillo como un “tema altamente lírico con excelente música de acompañamiento”, e indicó que “la similitud con Jim Croce, tanto en la interpretación como en los arreglos, es asombrosa”. Un escritor no especificado de la revista Record World describió el sencillo como “una melodía pegadiza y rítmicamente fascinante” con “una instrumentación sólida”.

## Lista de canciones
Todas las canciones escritas y compuestas por Jimmy Buffett.
1. «Saxophones» – 3:18
2. «Ringling, Ringling» – 2:31

## Posicionamiento
| Gráfica (1974)                                        | Pico de posición |
| ----------------------------------------------------- | ---------------- |
| Estados Unidos (Billboard Bubbling Under the Hot 100) | 105              |
| Estados Unidos (Cash Box Looking Ahead)               | 110              |